# Franz Peterseil

Franz Peterseil

Franz Xaver Peterseil (* 4. Mai 1907 in Schörgendorf bei St. Georgen an der Gusen; † 12. November 1991 in München) war ein österreichischer Politiker (NSDAP) und SS-Führer.

## Leben
Franz Peterseil wurde am 4. Mai 1907 als sechstes von sieben Kindern des Kleinbauern Johann Peterseil (* 16. Dezember 1861) und dessen Ehefrau Maria (geborene Grasser; * 4. März 1870) Schörgendorf bei St. Georgen an der Gusen geboren und am 5. Mai 1907 auf den Namen Franz Xaver getauft. Seine Eltern, die beiden ebenfalls in Schörgendorf zur Welt kamen, hatten am 3. Juli 1899 in St. Georgen geheiratet.
Nach dem Besuch der Volksschule und der Bürgerschule war Franz Peterseil von März 1923 bis 1928 in der Landwirtschaft seines Vaters tätig. Anschließend gehörte er von 1928 bis 1933 dem Bundesheer an, aus dem er eigenen Angaben zufolge wegen seiner nationalsozialistischen Einstellung und Betätigung entlassen wurde. Zum 1. August 1932 trat er der NSDAP bei (Mitgliedsnummer 1.208.858). In den Folgejahren war er zeitweise arbeitslos. Ansonsten arbeitete er als Hausknecht und als Chauffeur bei der jüdischen Firma Mostny & Brück.
1933 wurde Peterseil wegen seiner politischen Betätigung erstmals in Haft genommen. In den folgenden Jahren war er Führer im illegalen nationalsozialistischen Militärsturm (Terrorsturm) in Österreich. 1934 wurde er zum SA-Sturmbannführer im Mühlviertel und 1935 zum Führer der SA-Standarte 14 Linz ernannt, bevor er 1937 mit der Führung der SA-Brigade 4 Oberösterreich betraut wurde. Nach weiteren Verhaftungen verbrachte er innerhalb von vier Jahren bis 1938 insgesamt 23 Monate und 18 Tage in Haft, davon elf Monate im Anhaltelager Wöllersdorf, sieben Monate im Kerker und fünf Monate in Untersuchungshaft. Während dieser Zeit unternahm er drei Hungerstreiks von acht, sieben und sechs Tagen. Daneben wurde er ein Jahr lang erfolglos steckbrieflich gesucht. Als die Linzer Kriminalpolizei im November 1937 in einem Linzer Gasthaus 21 Teilnehmer einer Führerbesprechung der SA aus dem Mühlviertel und aus Linz festnahm, gelang es dem ebenfalls anwesenden Peterseil zu entkommen.
Während des „Anschlusses von Österreich“ an das nationalsozialistische Deutsche Reich befand sich Peterseil aufgrund einer Magenoperation im Krankenhaus Linz. Da er dennoch der Rede Adolf Hitlers am 12. März 1938 in Linz beiwohnen wollte, ließ er sich mit dem Krankenwagen in das Rathaus fahren. Dort konnte er über Lautsprecher zu den auf dem Hauptplatz versammelten 60.000 Menschen sprechen. Danach wurde er von Hitler besucht, diese Szene wurde auf einem Foto festgehalten. Von April 1938 bis zum Ende der NS-Herrschaft im Frühjahr 1945 saß er zudem als Abgeordneter für das Land Österreich im nationalsozialistischen Reichstag. Er wurde mit dem so genannten Blutorden ausgezeichnet. Am 19. August 1938 trat er im Rang eines Standartenführers aus der SA aus und wechselte zum 9. November 1938 zur SS als Standartenführer im SS-Abschnitt VIII Linz (SS-Nummer 310.400). Zum Gauinspektor des Gaus Oberdonau wurde er 1940 ernannt und war damit ein wichtiger Mitarbeiter des Gauleiters August Eigruber. Peterseil tat sich in dieser Funktion unter anderem durch die Arisierung der Linzer Traditionsfirma S. Spitz sowie der Spirituosen- und Likörfabrik Mostny & Brück hervor und war an der Enteignung von Stiften und Klöstern in Oberösterreich verantwortlich. Für die Tötungsanstalt Hartheim warb er Personal, war in die Beschaffung von Giftgas involviert und besorgte für die Heizer in den Krematorien Alkohol. Im Februar 1945 war er als Führer des SA-„Gausturms“ einer der hauptverantwortlichen Täter während der Mühlviertler Hasenjagd, bei welcher der Großteil der aus dem KZ Mauthausen entflohenen sowjetischen Häftlinge wiederergriffen und ermordet wurde.
Bei Kriegsende setzte sich Peterseil mit Eigruber in einer Autokolonne ab und soll bei der Flucht einen jungen Leutnant erschossen haben, der die Insassen kontrollieren sollte. Peterseil konnte unter dem Pseudonym Bergmann untertauchen und in München ein Likörgeschäft sowie eine Wäscherei betreiben und in Julbach ein Haus bauen. Zwar wurde nach ihm als Kriegsverbrecher gefahndet, jedoch trotz Kenntnis von seinem Aufenthaltsort nicht juristisch belangt. In Österreich 1957 amnestiert erhielt er dort sein beschlagnahmtes Vermögen zurück. Mitte April 1959 wurde ihm seitens der Bundespolizeidirektion Linz bekundet, dass, von seiner politischen Laufbahn abgesehen, er einen „guten Leumund“ genieße.
Schanovsky charakterisierte Peterseil als den Typus des Funktionärs, der die Verbrechen des NS-Regimes eigentlich erst möglich gemacht habe: „Peterseil war gewiss keiner der großen Blutsäufer des Dritten Reiches. Aber der Bauernsohn […] gehörte zu jenen mittleren NS-Kadern, die die schreckliche Effizienz des totalitären NS-Regimes garantierten.“